# جائزة كندا الكبرى 1994
جائزة كندا الكبرى 1994 هو سباق فورمولا 1 أقيم بتاريخ 12 يونيو 1994 في حلبة جيل فيلنوف، مونتريال، كندا. كان السادس من أصل 16 في بطولة العالم لسباقات الفورمولا واحد موسم 1994. حلّ الألماني مايكل شوماخر أولا بينما جاء البريطاني دايمون هيل في المركز الثاني وحصل على المركز الثالث الفرنسي جان إليزي.

## الترتيب النهائي
| الترتيب | السائق        | النقاط |
| ------- | ------------- | ------ |
| 1       | مايكل شوماخر  | 56     |
| 2       | دامون هيل     | 23     |
| 3       | غيرهارد بيرغر | 13     |
| 4       | جان إليزي     | 13     |
| 5       | روبنز باركيلو | 7      |
| المصدر: |               |        |